# Joe Brooks
Joe Brooks (n. 18 de mayo de 1987) es un cantautor y músico británico. Brooks comenzó como un músico de Myspace cuando tenía 17 años y ganó popularidad en el sitio, mientras que lanzó de dos EP independientes. En 2008 fue llamado el "Artista número 1 sin firma" del Reino Unido en MySpace y había acumulado 11 millones de reproducciones de la canción. En 2009 firmó con Lava Records de Jason Flom y Universal Republic Records, donde lanzó su primer álbum y de grandes discográficas, Constellation Me, en 2010. Después de su salida de lava/Universal en 2011, él lanzó un EP independiente fan-financiado, A Reason To Swim, más tarde ese año.

## Primeros años
Joe Brooks nació el 18 de mayo de 1987 en Southampton, Inglaterra, hijo del propietario de una empresa de camiones y una maestra de primaria. Tiene una hermana mayor y un hermano menor. Se crio en Shirley, Southampton, donde asistió a Wordsworth y a St. Mark's Schools. Cuando era niño, se centró en los deportes. Comenzó a jugar al tenis cuando tenía cuatro años de edad y continuó haciéndolo durante los doce años siguientes, lo cual incluyó su participación en torneos de tenis competitivos. Abandonó el tenis a los 16 años cuando decidió enfocarse en su carrera potencial como entrenador deportivo.
El interés de Brooks en la música también comenzó a temprana edad, al ver a su madre tocando el piano. Él le pidió clases de piano cuando tenía 10 años de edad. Tomó lecciones de piano formales durante un año. Luego, las abandonó debido a su falta de interés en las composiciones clásicas. Unos años más tarde, cuando tenía 16 años, vio al músico y guitarrista Derrin Nauendorf tocar en un club de música local, y lo inspiró a agarrar una guitarra. Haciendo uso de la vieja guitarra clásica de su madre, aprendió a tocarla de manera autodidacta en su habitación. Recibió ayuda de numerosos músicos que conoció mientras asistía a los festivales de música Soul Survivor. Inspirado por artistas como Jack Johnson, Jason Mraz y Bryan Adams, Brooks se lanzó a la música y comenzó a practicar canto y a componer canciones.
Después de dejar la escuela secundaria Mountbatten en Hampshire, su interés por la guitarra y la grabación musical lo llevó a centrarse en clases de tecnología musical, mientras asistía al Barton Peveril Sixth Form College. Entre las clases de música en el instituto y las grabaciones que realizaba en su casa con su propia grabadora digital, comenzó a producir sus propias canciones y sus covers, que se volvieron populares vía MySpace.

## MySpace yMaybe Tomorrow
Después de estar un año aprendiendo a hacer música, Brooks creó su propia página de MySpace el 3 de abril de 2005 y comenzó a postear su música allí.Por ese entonces, también conoció a su primer representante, Stewart Dugdale, quien lo contrató mediante South Star Music, una empresa de administración y estudio que Dugdale había comenzado recientemente. Brooks había conocido a Dugdale cuando le compró un equipo de sonido. Durante esta reunión inicial, Brooks tocó la guitarra para Dugdale, que se interesó en él y lo hizo firmar un contrato de representación. Usando el pequeño estudio de grabación de Dugdale, Brooks se comenzó a grabar su primer EP, Maybe Tomorrow.
Durante la grabación de Maybe Tomorrow, Brooks comenzó a ganar popularidad a través de su página de MySpace, lo cual condujo a que otros representantes y discográficas se interesaran por él. Brooks tenía ofertas para firmar contratos de producción y contratos discográficos durante esa época, pero no los aceptó debido a sus preocupaciones acerca de los términos del contrato.
Después de graduarse de Barton Peveril, Brooks asistió a la Universidad de Bath para centrarse en un título en Desarrollo Deportivo y Entrenamiento. Durante su primer año en Bath, Tim Byrne, mánager de las populares bandas de Reino Unido Steps y A1, lo contactó. Después de una serie de reuniones con Byrne en Londres, Brooks firmó contrato con Byrne para que fuera su nuevo representante.
Brooks lanzó su primer CD, Maybe Tomorrow el 7 de marzo de 2006 y creó su propio sitio web para la promoción. Vendió el álbum a través de su sitio web y Myspace. Asimismo, continuó dando shows en vivo en lugares pequeños cerca de Southampton y Bath.

## Transición a los Estados Unidos
Mientras asistía a la universidad por su título de entrenador, Brooks comenzó a expresar interés en viajar a los Estados Unidos y dar shows allí. Un profesor estadounidense en Bath, Eric Anderson, lo ayudó a organizar un largo viaje a California. En septiembre de 2006, Brooks viajó por primera vez a los Estados Unidos para hacer gira en pequeños locales de California y Nevada, y para hacer contactos con gente del negocio de la música. Consiguió sus propias actuaciones y se presentó en pequeños clubes y cafeterías de San Diego, San Francisco, Las Vegas y Los Ángeles. Esta gira auto-representada duró alrededor de un mes antes de que Brooks viajara de regreso al Reino Unido para volver a la escuela. Fue también durante ese mes que se reuniría con su siguiente representante, Ginger McCartney, madre de Jesse McCartney, un actor infantil que firmó contrato discográfico.
La experiencia de dar shows en California llevó a Brooks a dejar la universidad y centrarse en su música a tiempo completo. Al regresar al Reino Unido, Tim Byrne arregló una gira con Brooks para que abriera a "Journey South", otra banda que representaba Byrne. Fue un gran paso para Brooks, ya que estaba tocando en shows de 2.000 a 2.500 personas durante la gira de Journey South.
Con un renovado interés y enfoque hacia los Estados Unidos, Brooks comenzó a viajar a California para construir una carrera allí. Comenzó a ser representado por Ginger McCartney y abrió para Jesse McCartney en su gira, incluyendo una temporada de gira con él y los Jonas Brothers en abril de 2007. Sin ser capaz de pagar la visa necesaria para vivir oficialmente en Estados Unidos, Brooks dividió su tiempo entre California y el Reino Unido. Solía viajar a California durante unos meses y luego volvía a Inglaterra durante un mes, antes de regresar a California de nuevo.
Durante ese período, Brooks lanzó un nuevo EP, el Acoustic Sessions EP, y su popularidad siguió creciendo en Myspace. En 2008 fue declarado el "Artista número 1 sin firmar" del sitio en el Reino Unido y conservó el título durante un año, mientras que acumulaba 11 millones de reproducciones en sus canciones y 100.000 amigos en su perfil, aunque no hay evidencia oficial de estos datos. Esta popularidad ayudó a Brooks a vender shows cuando se embarcó en su primera gira oficial en enero de 2009 con shows en todo el Reino Unido, incluyendo escenarios como el O2 Academy 3 en Birmingham.

## Universal/Lava Records yConstellation Me
En mayo de 2009, Brooks firmó un contrato con Jason Flom para Lava Records y Universal Republic con la ayuda de su ahora representante Ken Krongard. Después de rechazar varias ofertas de sellos y otros acuerdos que fracasaron, Brooks había firmado ahora con un sello grande. Con el respaldo de un sello importante, Brooks fue capaz de obtener una visa que le permitió moverse oficialmente a Estados Unidos. También empezó a trabajar en su álbum debut, Constellation Me. La producción y grabación del álbum tuvo lugar en Los Ángeles, California, y en Estocolmo, Suecia, con un puñado de productores y se utilizó material en el que Brooks había estado trabajando durante los últimos años. El primer sencillo, "Superman", era una canción de sus comienzos en Myspace que había demostrado ser popular en el sitio. El video musical de "Superman"  fue filmado el 27 de mayo de 2010 y contó con Giglianne Braga, como la protagonista femenina, quien, en ese entonces, participaba en el reality show If I Can Dream. El equipo de filmación de "If I Can Dream" registró la producción del video de música y Brooks visitó también el set de "If I Can Dream" para saludar al resto del elenco, pero el evento no salió al aire en el reality show. La colaboración vino las conexiones que Brooks tenía con Simon Fuller, creador de "If I Can Dream", que en un punto consideró la participación de Brooks en la serie.
Constellation Me fue lanzado el 7 de septiembre de 2010. La promoción para el álbum fue breve, pero incluyó la primera aparición en televisión nacional de Brooks en FOX5 Noticias de San Diego y más tarde en la SanDiego6. Algunas pistas del álbum tuvieron uso comercial, como "These Broken Hands of Mine" en la serie Grey's Anatomy y "Superman" en la película Step Up 3D. El álbum no fue un éxito comercial y Brooks fue echado por Lava/Universal Republic. El 1 de junio de 2011, Brooks anunció en su Facebook que, a partir de ese momento, era un artista independiente.

## Segunda carrera independiente yA Reason To Swim
Después de su salida de Lava/Universal Republic, Brooks se centró en ser un artista independiente otra vez y comenzó a trabajar inmediatamente en un nuevo EP. Utilizando el sitio de PledgeMusic, Brooks comenzó una campaña de compromiso y tuvo éxito en la financiación de su próximo álbum a través de donaciones de sus seguidores. Los fondos se utilizaron para grabar su EP A Reason To Swim, que fue lanzado el 6 de septiembre de 2011 en los EE. UU. También se produjo un video musical para la canción "Holes Inside", que se lanzó un día después del álbum.
Brooks atrajo a suficientes seguidores de Asia y fue capaz de firmar con Sony en Corea y Malasia, que le otorgaron licencias de A Reason To Swim para que fuera lanzado allí. Para que coincidiera con su gira en Asia, Brooks organizó un maratón de caridad para recaudar fondos para un viaje misionero a China. En julio de 2011, Brooks viajó a China durante dos semanas para ser parte de la Bring Me Hope Foundation, que se centra en las necesidades de los huérfanos en China. Posteriormente, realizó una gira en Corea para promocionar a A Reason To Swim, que aparece en la televisión nacional y en publicaciones coreanas de Nylon y Teen Vogue. El álbum tuvo buena recepción en Corea y la canción "Holes Inside" alcanzó el top 5 en las listas de pop coreano.
Durante su gira en los Estados Unidos, Brooks hizo un selecto número de CDs de edición limitada, llamados The Mixtape, y los vendió. La banda se quedó sin copias de A Reason To Swim en medio de la gira, así que mientras el nuevo envío arrivaba vendieron estos CDs de edición especial. El CD era presentado en una caja dibujada a mano y una selección de canciones elegidas por Joe Brooks que fueron grabadas en un CD grabable. The Mixtape incluía una mezcla de canciones de A Reason To Swim y Constellation Me, así como una versión grabada de Hallelujah que no está disponible en iTunes.

## The Boy & The Broken Machiney otros sencillos
Joe Brooks continuó realizando giras y lanzó su nuevo EP, titulado The Boy & The Broken Machine, el 1° de junio del 2013. El sencillo  'Til My Heart Stops Beating salió a la venta por iTunes el día 22 de enero. El video de su canción  'Til My Heart Stops Beating, lanzado el 4 de marzo de 2013, fue dirigido y producido por él y protagonizado por Tammin Sursok. Brooks también hizo un apartado para incluir a sus seguidores durante una escena en el Roxy Theater in Hollywood, California.
En 2014 lanzó dos sencillos a la venta a través de iTunes. Say Something, lanzado el 29 de marzo, con la participación de Tammin Sursok; y Magic, una re-versión de la canción de Coldplay, lanzada el 21 de agosto, que cuenta con video musical (publicado el 26 de agosto).

## Vida personal
Brooks ha participado en diferentes obras de caridad y atribuye su deseo de ayudar a su fe cristiana. Este trabajo de caridad incluye la Organización de Niños Invisibles, su viaje a África con su padre cuando tenía 19 años para colaborar con Hábitat For Humanity y, luego, a China en 2011 con la Bring Me Hope Foundation.
Otros intereses incluyen el diseño y la filmación, ya que Brooks estuvo involucrado con actividades artísticas, tales como los diseños de su página web, su álbum y sus pósteres, y la filmación del video musical de su canción 'Til My Heart Stops Beating.

## Discografía
Álbumes de estudio
- Constellation Me (2010)

EP
- M a y b e T o m o r r o w (2006)
- Acoustic Sessions (2007)
- A Reason to Swim (2011)
- The Boy & The Broken Machine (2013)
- I Am Bones (2016)

### Sencillos
Constellation Me
- "Superman" (2010)
- "World at Our Feet" (2010)

A Reason to Swim (EP)
- "Holes Inside" (2011)

The Boy & The Broken Machine (EP)
- " 'Til My Heart Stops Beating" (2013)

Sencillos sin álbum
- "Have Yourself a Merry Little Christmas" (2011)
- "Say Something", una re-versión por Joe Brooks y Tammin Sursok (2014)
- "Magic", una re-versión por Joe Brooks (2014)